# Ihlow
Ihlow là một đô thị ở huyện Aurich, trong bang Niedersachsen, nước Đức. Đô thị Ihlow có diện tích 123 km². Ihlow có cự ly khoảng 8 km về phía tây nam của Aurich, và 15 km về phía đông của Emden.